# ウッコ (小惑星)
ウッコ (2020 Ukko) は小惑星帯の小惑星。ユルィヨ・バイサラがトゥルクで発見した。
フィンランド神話で、天空・天気・農作物などの自然の事象を司る神、ウッコから命名された。